# Шиповник Федченко
Шипо́вник Федче́нко (лат. Rósa fedtschenkoána) — вид растений Роза семейства Розовых. Вид назван в честь российского ботаника Ольги Александровны Федченко.

## Ареал
Территория Центральной Азии, Северо-Запада Китая, предгорий Алатау, Тянь-Шаня.
Образует заросли, розарии на Туркестанском хребте вместе с шиповниками Эйчисона, Беггера, реже — собачьего.

## Описание
Представляет собой высокий ветвистый кустарник, достигающий высоты до 6 метров, характеризующийся голыми ветвями и крупными, прямыми шипами. Листья кожистые, сизоватые, голые, обычно округлые или яйцевидные, с простыми зубчатыми краями, состоят из 7 (редко 5 или 9) листочков длиной до 4 см. Цветки шиповника Федченко одиночные, диаметром до 8 см, преимущественно белые, иногда розовые. Плоды являются крупными, длиной до 5 см, имеют продолговато-яйцевидную форму (реже шаровидную или грушевидную) и покрыты мелкими щетинками, окрашены в красный цвет.

## Хозяйственное значение
Плоды содержат большое количество аскорбиновой кислоты — до 6,6 % на сухой вес мякоти.
Недавнее исследование ДНК показало, что R. fedtschenkaana является одним из родителей дамасской группы садовых роз (другими видами являются R. moschata и Rosa gallica). Этим объясняется ремонтантность (повторное цветение) некоторых сортов дамасской группы, поскольку R. fedtschenkaana — одна из немногих ремонтантных шиповников. Анализ ДНК четырёх старинных сортов дамасских роз ('York and Lancaster', 'Kazanlik', 'Quatre Saisons' и 'Quatre Saisons Blanc Mousseux') показал, что они произошли от общего предка гибридного происхождения, родительскими видами были: (Rosa moschata × Rosa gallica) × Rosa fedschenkoana.